# Chinesische Universität für Wissenschaft und Technik
Die Chinesische Universität für Wissenschaft und Technik (USTC) (chinesisch 中国科学技术大学, Pinyin Zhōngguó Kēxué Jìshù Dàxué) ist eine naturwissenschaftliche Spitzenuniversität der Volksrepublik China mit Sitz in Hefei (Provinz Anhui). Die USTC gehört zu den Universitäten des Projekts 211. Auch ist sie Mitglied der C9-Liga, eines Zusammenschlusses der neun besten Universitäten Chinas.
Im Output-Ranking 2019/2020 des Nature Index der Universitäten und außeruniversitären Forschungseinrichtungen belegt die USTC Platz 8 weltweit.
Ende 2020 gab eine Forschungsgruppe der Universität bekannt, mit einem nach dem mathematischen Klassiker „Jiu Zhang“ aus dem 1. Jahrhundert n. Chr. benannten Rechner Quantenüberlegenheit erzielt zu haben und bestätigten damit ein Modell Scott Aaronsons.

## Geschichte

### Peking
Am 6. August 1956 hatte Verteidigungsminister Peng Dehuai das sogenannte „Fünfte Büro“ gegründet, das am 1. März 1957 in das 5. Forschungsinstitut des Verteidigungsministeriums unter der Leitung des Raketenwissenschaftlers Qian Xuesen überging. Aufgabe des Instituts war die Entwicklung von Kernwaffen und ballistischen Raketen.
Um die entsprechenden Fachleute auszubilden, schlugen Qian Xuesen, der Mathematiker Hua Luogeng und eine Reihe weiterer Wissenschaftler aus dem Raum Peking Anfang 1958 vor, eine neuartige sozialistische Universität mit Mitgliedern der Chinesischen Akademie der Wissenschaften als Kern des Lehrpersonals zu gründen.

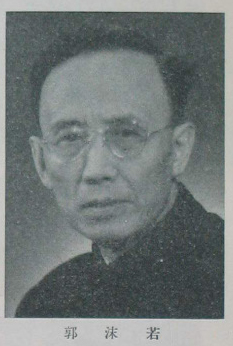
Guo Moruo, 1958–1978 Rektor der Universität

Am 9. Mai 1958 überreichte Zhang Jingfu, Assistent von Akademiepräsident Guo Moruo, Vizepremier Nie Rongzhen, dem für die atomare Rüstung zuständigen Vorsitzenden der Kommission für Luftfahrtindustrie beim Verteidigungsministerium, den formalen Antrag, eine an der sowjetischen Wissenschaftsstadt Akademgorodok orientierte Einrichtung zu gründen. Am 2. Juni 1958 wurde der Antrag vom Sekretariat des Zentralkomitees der KPCh gebilligt, am 8. Juni 1958 wurde einen Planungskommission unter der Leitung von Guo Moruo eingerichtet, und nach nur drei Monaten – man befand sich im Großen Sprung nach vorn – nahm die Chinesische Universität für Wissenschaft und Technik am 20. September 1958 mit zunächst 1600 Studenten den Lehrbetrieb auf.
Zu den ersten Dozenten gehörten neben Qian Xuesen und Hua Luogeng die Physiker Wu Youxun, Zhao Zhongyao und Guo Yonghuai, der Biologe Bei Shizhang und der Geophysiker Zhao Jiuzhang. Erster Rektor der Universität wurde Guo Moruo. Das Motto der primär auf Wehrtechnik ausgerichteten Universität lautet bis heute „Rot und fachkundig, Theorie und Praxis“ (红专并进、理实交融).
Bei ihrer Gründung hatte die Universität folgende Fakultäten:
- Kernphysik und Kerntechnik
- Technische Physik
- Physikalische Chemie
- Physikalische Wärmetechnik
- Funktechnik
- Automatisierungstechnik
- Mechanik und Maschinenbau
- Radiochemie und Strahlenchemie
- Geochemie und Spurenelemente
- Polymerchemie und Polymerphysik
- Angewandte Mathematik und Rechnertechnik
- Biophysik
- Angewandte Geophysik[8]

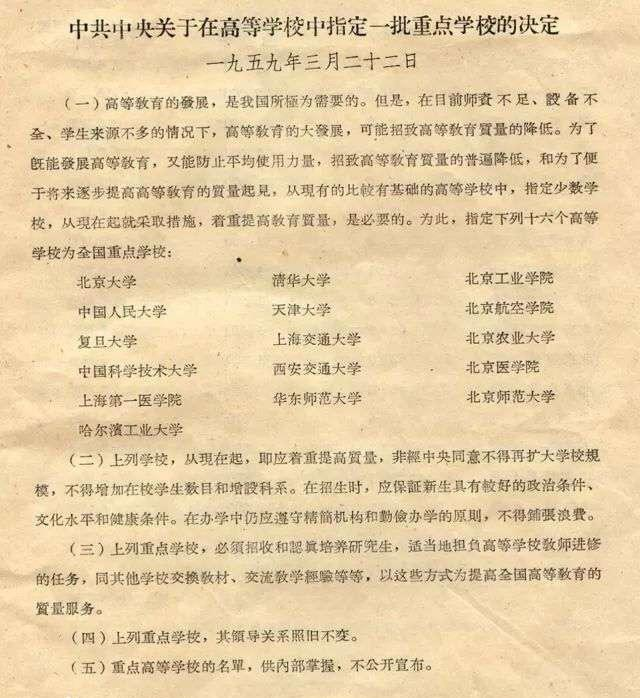
Beschluss des Zentralkomitees vom 22. März 1959.

Die Universität war zunächst in den Räumen der Zentralen Parteihochschule der Kommunistischen Partei Chinas im nordwestlichen Stadtbezirk Haidian von Peking untergebracht.
Als das Zentralkomitee der KPCh am 22. März 1959 die 16 besten Universitäten des Landes zu Nationalen Schwerpunkthochschulen (全国重点大学) ernannte, war die Chinesische Universität für Wissenschaft und Technik eine davon. Qian Xuesens ursprünglicher Gedanke von der „sozialistischen Universität“ wurde sehr ernst genommen. So aßen die Dozenten das gleiche Essen wie die Studenten, Guo Moruo spendete von den Einnahmen aus seinen Werken 20.000 Yuan für einen Fonds für Kleidung und Bettdecken armer Studenten, Qian Xuesen spendete 11.500 Yuan für Unterrichtsmaterial.
Zur Einordnung: Qian Xuesen erhielt damals zusätzlich zu einer kostenlosen Dreizimmerwohnung ein Monatsgehalt von 335 Yuan, Arbeiter im Raum Peking verdienten je nach Qualifikation zwischen 35 und 112 Yuan pro Monat.

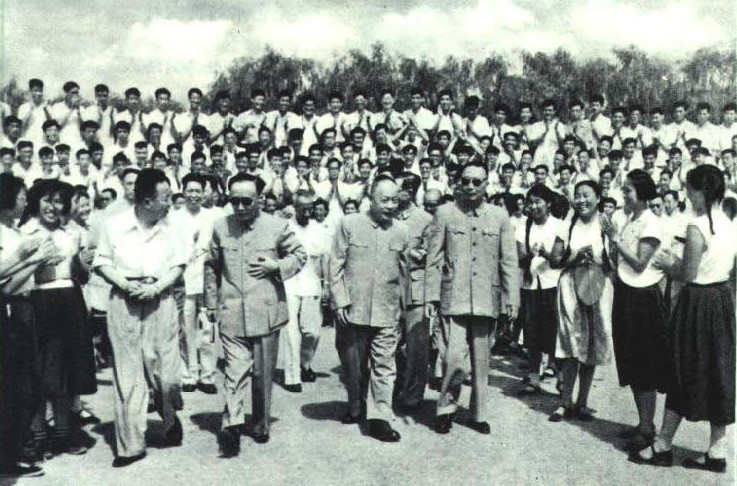
Die Graduierungsfeier am 14. Juli 1963. Von links nach rechts: Yang Xiufeng, Guo Moruo, Chen Yi, Nie Rongzhen.

Am 14. Juli 1963 fand in Anwesenheit von Bildungsminister Yang Xiufeng sowie der beiden Vizepremiers Chen Yi und Nie Rongzhen die Graduierungsfeier des ersten Diplomjahrgangs statt, am 16. Oktober 1964 wurde – noch auf einem Gitterturm – die erste chinesische Atombombe gezündet, und am 27. Oktober 1966 brachte eine Mittelstreckenrakete vom Typ Dongfeng 2A einen nuklearen Gefechtskopf mit einer Sprengkraft von 12 kT vom heutigen Kosmodrom Jiuquan zum 800 km entfernten Kernwaffentestgelände Lop Nor, wo er genau am Ziel in der Atmosphäre detonierte.
Die Chinesische Universität für Wissenschaft und Technik hatte ihren Auftrag voll erfüllt. Bis zum Sommer 1966 hatten dort 4710 Studenten einen Abschluss erworben, 85 % davon konnte ein Arbeitsplatz in wissenschaftlichen Forschungseinrichtungen und Hochschulen zugewiesen werden. Nichtsdestotrotz durfte die Universität nach dem Ausbruch der Kulturrevolution im Mai 1966 keine neuen Studenten für das Studienjahr 1966/1967 aufnehmen. Liu Da (刘达, 1911–1994), der Parteisekretär der Universität, wurde am 17. Juni 1966 seines Amtes enthoben, die Kulturrevolutionäre Arbeitsgruppe, die ihn ersetzte, führte bis zum 29. Juli 1966 Kampf- und Kritiksitzungen durch. Danach normalisierte sich die Situation wieder. Im August 1968 rückten zwei Arbeiter-Propagandatrupps für Maoismus mit insgesamt 300 Personen sowie ein 200 Mann starker Soldaten-Propagandatrupp für Maoismus der in Peking stationierten Volksbefreiungsarmee – die Universität war wehrwichtig – auf das Gelände ein, um die revolutionären Aktivitäten in geregelten Bahnen ablaufen zu lassen.

### Hefei
Im Sommer 1969 verschärften sich nach dem Zwischenfall am Ussuri die Spannungen mit der Sowjetunion so weit, dass man auf chinesischer Seite von einem bevorstehenden Atomkrieg ausging. Bereits im Juli 1969 hatte es Bemühungen gegeben, die Chinesische Universität für Wissenschaft und Technik in kleine Gruppen über das sichere Landesinnere zu verteilen, wo das Personal in Fabriken und Volkskommunen mitarbeiten und gleichzeitig die Arbeiter und Bauern unterrichten sollte. Am 26. Oktober 1969 gab es diesbezüglich eine formale Anweisung des Zentralkomitees der KPCh. Nach Verhandlungen mit dem Revolutionskomitee der Provinz Anhui (安徽省革命委员会), das damals die Funktion einer Provinzregierung erfüllte, wurde beschlossen, die Universität in Vorbereitung auf den Kriegsfall nach Anqing im Südwesten von Anhui zu verlegen.
Anfang Dezember 1969 brach ein erster Voraustrupp von 90 Personen nach Anqing auf, 900 Dozenten und Studenten folgen. In Anqing wurden die fast 1000 Leute in einem dreistöckigen Gebäude der städtischen Parteischule untergebracht, was völlig unzureichend war. Im Januar 1970 erreichte der Soldaten-Propagandatrupp der Parteischule in Verhandlungen mit dem Revolutionskomitee von Anhui, dass die Pekinger in die Gebäude der ehemaligen Pädagogischen Universität Hefei (合肥师范学院) in der Provinzhauptstadt einziehen konnten, die gerade in die Arbeiteruniversität Anhui (安徽劳动大学) integriert worden war.
Dort standen in den Wohnheimen fast 60.000 m² zur Verfügung. Im Oktober 1970 war der Umzug abgeschlossen. Mit gut 70 Lastwagenfahrten hatte man 35.000 Kisten mit Laborgeräten – von denen unterwegs 2/3 beschädigt wurden – Büchern und Akten im Gesamtgewicht von 86 t nach Hefei geschafft.
Insgesamt 6000 Personen, Studenten, Dozenten und Universitätsangestellte mit ihren Familien reisten in 20 Gruppen mit dem Zug an den neuen Standort. Der gesamte Umzug kostete 770.000 Yuan.
Ende 1977, als sich nach dem Sturz der Viererbande der Unterrichtsbetrieb wieder normalisiert hatte, hatte man die Wohnfläche in den Studenten- und Dozentenheimen auf 118.000 m² verdoppelt. Die Universität verfügte über einen Personalstand von gut 2300, darunter 1157 Dozenten, davon wiederum 8 ordentliche Professoren und 10 außerordentliche Professoren. Das Gelände der ehemaligen Pädagogischen Universität, also der historische Kern der Einrichtungen in Hefei, bildet den heutigen Ostcampus (东校区) in der Jinzhai-Straße des Stadtbezirks Baohe. Im weiteren Verlauf wurden der Nordcampus (北校区) in der Huangshan-Straße 242 des Stadtbezirks Shushan, der Westcampus (西校区) in der Huangshan-Straße 443 und der Südcampus (南校区) in der Huizhou-Straße des Stadtbezirks Baohe aufgebaut.
Auf dem später eingerichteten Mittelcampus (中校区) in der Huangshan-Straße 150, zwischen Ost- und Westcampus, mit ersterem durch einen Tunnel verbunden, befinden sich keine Unterrichtseinrichtungen, sondern Wohnheime, eine Sporthalle, ein Schwimmbad und eine Mensa.

## Fakultäten
Im Studienjahr 2022/2023 hatte die Chinesische Universität für Wissenschaft und Technik folgende Fakultäten:
- Fakultät für hochbegabte Kinder[20]
- Fakultät für mathematischen Wissenschaften[21]
  - Fachbereich Mathematik
  - Fachbereich Computermathematik und Angewandte Mathematik
  - Fachbereich Mathematische Statistik
- Fakultät für Physik[22]
  - Fachbereich Physik (die alte Fakultät für Technische Physik)[23]
  - Fachbereich Moderne Physik (die alte Fakultät für Kernphysik und Kerntechnik)[24]
  - Fachbereich Optik und Technische Optik[25]
  - Fachbereich Astronomie[26]
  - Fachbereich Ingenieurphysik und Angewandte Physik[27]
  - Zentrum für Physikalische Praktika[28]
- Fakultät für Ingenieurwissenschaften[29]Qian Xuesen, 1958–1978 Dekan der Fakultät für Mechanik und Maschinenbau

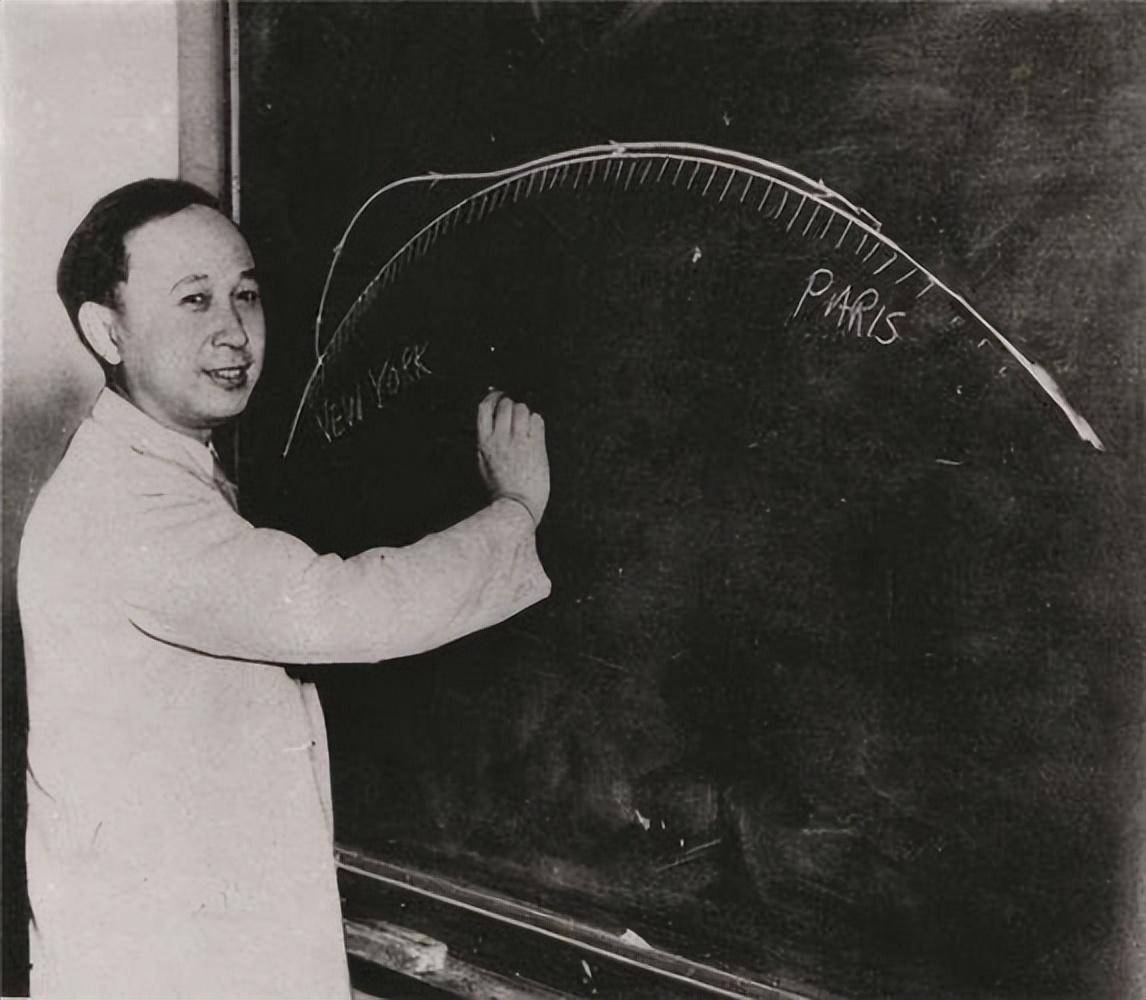
Qian Xuesen, 1958–1978 Dekan der Fakultät für Mechanik und Maschinenbau

  - Fachbereich Moderne Mechanik (die alte Fakultät für Mechanik und Maschinenbau)[30]
  - Fachbereich Feinmechanik und Präzisionsinstrumente[31]
  - Fachbereich Wärmewissenschaft und Energietechnik (die alte Fakultät für Physikalische Wärmetechnik)[32]
  - Fachbereich Sicherheitswissenschaft und Sicherheitstechnik[33]
- Fakultät für Chemie und Materialwissenschaft[34]
  - Fachbereich Chemische Physik[35]
  - Fachbereich angewandte Chemie[36]
  - Fachbereich Materialwissenschaft und Werkstofftechnik[37]
  - Fachbereich Chemie[38]
  - Fachbereich Polymerwissenschaft und Polymertechnik[39]
  - Zentrum für Chemische Praktika[40]
- Fakultät für Informationswissenschaft und Informationstechnik[41]
  - Fachbereich Nachrichtentechnik und Informationswissenschaft (die alte Fakultät für Funktechnik)[42]
  - Fachbereich Automatisierungstechnik[43]
- Fakultät für Informatik und Rechnertechnik (die alte Fakultät für Angewandte Mathematik und Rechnertechnik)[44][45]Hua Luogeng, 1958–1970 Dekan der Fakultät für Angewandte Mathematik und Rechnertechnik
- Fakultät für Massendaten[46]
- Fakultät für Netzwerksicherheit[47]
- Fakultät für Mikroelektronik[48]
- Fakultät für Softwaretechnik[49]

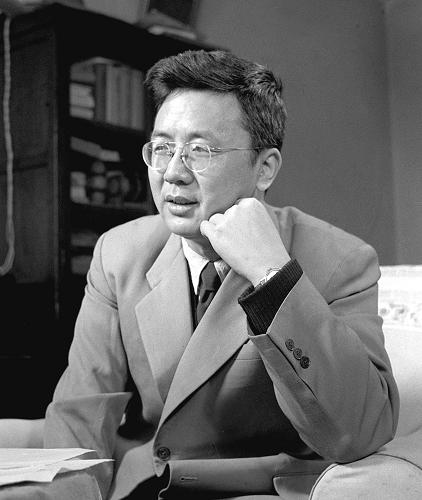
Hua Luogeng, 1958–1970 Dekan der Fakultät für Angewandte Mathematik und Rechnertechnik

- Fakultät für Geo- und Weltraumwissenschaften[50]
  - Fachbereich Geophysik, Weltraumwissenschaft und Weltraumtechnologie (die alte Fakultät für Angewandte Geophysik)
  - Fachbereich Geochemie und Planetologie (die alte Fakultät für Geochemie und Spurenelemente)
- Fakultät für Biowissenschaften[51]
  - Fachbereich Molekularbiologie und Zellbiologie
  - Fachbereich Neurowissenschaften und Biophysik
  - Fachbereich Systembiologie
  - Fachbereich Medizinische Biotechnologie
- Fakultät für Medizinische Grundlagen[52]
- Fakultät für Klinische Medizin[53]
- Fakultät für Biomedizinische Technik[54]
- Fakultät für Verwaltungswissenschaften[55]
  - Fachbereich Betriebswirtschaftslehre[56]
  - Fachbereich Verwaltungswissenschaft[57]
  - Fachbereich Statistik und Finanzwesen[58]
- Fakultät für Öffentlichen Dienst[59]
- Fakultät für Geistes- und Sozialwissenschaften[60]
  - Fachbereich Wissenschaftsgeschichte und Wissenschaftsarchäologie[61]
  - Fachbereich Wissenschaftskommunikation[62]
  - Fachbereich Wissenschaftstheorie[63]
  - Fachbereich Psychologie[64]
  - Forschungszentrum für Interdisziplinäre Sprachwissenschaft[65]
  - Forschungszentrum für Kunst und Wissenschaft[66]
- Fakultät für Marxismus[67]
- Fakultät für Kernphysik und Kerntechnik[68]
  - Fachbereich Teilchenbeschleuniger und Technische Physik[69]
  - Fachbereich Plasmaphysik und Fusionstechnik[70]
  - Fachbereich Kernphysik und Kerntechnik[71]
  - Zentrum für Kerntechnik (Forschung + Lehre)
- Fakultät für Umweltwissenschaften und Glasfasertechnik (Forschung + Lehre, ein Gemeinschaftsunternehmen mit den Hefeier Instituten für physikalische Wissenschaften)[72]
- Fakultät für Materialwissenschaft und Werkstofftechnik (Forschung + Lehre, ein Gemeinschaftsunternehmen mit dem Institut für Metallforschung der Chinesischen Akademie der Wissenschaften in Shenyang)[73]
- Fakultät für Astronomie und Weltraumwissenschaften (Forschung + Lehre, ein Gemeinschaftsunternehmen mit der Sternwarte am purpurnen Berg in Nanjing)[74]
- Fakultät für Nanotechnologie und Nanobionik (Forschung + Lehre, ein Gemeinschaftsunternehmen mit dem Institut für Nanotechnologie und Nanobionik der Chinesischen Akademie der Wissenschaften in Suzhou)[75]
- Fakultät für Angewandte Chemie und Chemieingenieurwesen (Forschung + Lehre, ein Gemeinschaftsunternehmen mit dem Changchuner Institut für Angewandte Chemie der  Chinesischen Akademie der Wissenschaften)[76]
- Fakultät für Biomedizinische Technik (Forschung + Lehre, ein Gemeinschaftsunternehmen mit dem Forschungsinstitut Suzhou der Universität)[77][78]
- Fakultät für Energiewissenschaft und Energietechnik  (Forschung + Lehre, ein Gemeinschaftsunternehmen mit dem Guangzhouer Institut für Energieumwandlung der  Chinesischen Akademie der Wissenschaften)[79]
- Fakultät für Seltene Erden (Forschung + Lehre, ein Gemeinschaftsunternehmen mit der Ganjiang-Akademie für Innovation der  Chinesischen Akademie der Wissenschaften in Ganzhou)[80]

Im Studienjahr 2022/2023 studierten an der Chinesischen Universität für Wissenschaft und Technik 13.067  Diplomanden und 3651 Doktoranden, die von 2621 Dozenten betreut wurden, darunter 817 Professoren, davon wiederum 55 Mitglieder der Chinesischen Akademie der Wissenschaften oder der Chinesischen Akademie der Ingenieurwissenschaften. Von 1963 bis 2017 hatten an der Universität 55.489 Studenten einen Diplomabschluss gemacht. Von den älteren dieser Absolventen waren nach Promotion und Habilitation von 1991 bis 2017 49 Mitglieder der Akademie der Wissenschaften und 23 Mitglieder der Akademie der Ingenieurwissenschaften geworden.
Für den neben der Lehre relativ wichtigen Tätigkeitsbereich Forschung standen im Jahr 2019 aus verschiedenen Quellen insgesamt 1,5 Milliarden Yuan zur Verfügung.
Rektor der Universität ist seit dem 8. Juni 2017 der Chemiker Bao Xinhe (包信和, * 1959).

## Rektoren
- Guo Moruo, 1958–1978
- Yan Jici, 1980–1984
- Guan Weiyan, 1985–1987
- Teng Teng, 1987–1988
- Gu Chaohao, 1988–1993
- Tang Honggao, 1993–1998
- Zhu Qingshi, 1998–2008
- Hou Jianguo, 2008–2014
- Wan Lijun, 2014–2017
- Bao Xinhe 2017–

## Absolventen
- Luo Huining (* 1954, Betriebswirtschaftslehre)
- Wang Yang (* 1955, Verwaltungswissenschaft)
- Shu Qiwang (* 1957, Mathematik)
- Wen Xiaogang (* 1961, Physik)
- Xiao Qiang (* 1961, Physik)
- E Weinan (* 1963, Mathematik)
- Yang Yuanqing (* 1964, Informatik)
- Xia Younan (* 1965, Chemie)
- Wang Chi (* 1967, Geo- und Weltraumwissenschaften)
- Pan Jianwei (* 1970, Moderne Physik)
- Yang Peidong (" 1971, Chemie)
- Fan Shanhui (* 1972, Physik)
- Zhuang Xiaowei (* 1972, Physik), hochbegabt
- He Jiankui (* 1984, Moderne Physik)
- Yin Xi (* 1984, Mathematik), hochbegabt